# Clifton (Illinois)
Clifton és una població dels Estats Units a l'estat d'Illinois. Segons el cens del 2000 tenia 1.317 habitants.

## Demografia
Segons el cens del 2000, Clifton tenia 1.317 habitants, 519 habitatges, i 367 famílies. La densitat de població era de 571,3 habitants/km².
Dels 519 habitatges en un 34,7% hi vivien nens de menys de 18 anys, en un 59,5% hi vivien parelles casades, en un 9,4% dones solteres, i en un 29,1% no eren unitats familiars. En el 26,2% dels habitatges hi vivien persones soles el 14,6% de les quals corresponia a persones de 65 anys o més que vivien soles. El nombre mitjà de persones vivint en cada habitatge era de 2,54 i el nombre mitjà de persones que vivien en cada família era de 3,09.
Per edats la població es repartia de la següent manera: un 29% tenia menys de 18 anys, un 6% entre 18 i 24, un 30,1% entre 25 i 44, un 20% de 45 a 60 i un 14,9% 65 anys o més.
L'edat mediana era de 36 anys. Per cada 100 dones de 18 o més anys hi havia 84,8 homes.
La renda mediana per habitatge era de 47.216 $ i la renda mediana per família de 55.347 $. Els homes tenien una renda mediana de 40.938 $ mentre que les dones 25.577 $. La renda per capita de la població era de 20.618 $. Aproximadament el 2,4% de les famílies i el 4,5% de la població estaven per davall del llindar de pobresa.

## Poblacions més properes
El següent diagrama mostra les poblacions més properes.